# Elecciones legislativas de Colombia de 2002
El domingo 10 de marzo de 2002 se llevaron a cabo en Colombia los comicios para elegir la composición del Congreso de la República.

## Sistema de elección
Estas elecciones fueron las últimas en las cuales se le permitió a los partidos políticos inscribir listas múltiples y además se permitió la inscripción individual de candidatos independientes. Esta opción se enmarcaba dentro del sistema de cociente y residuo electoral, donde la norma vigente permitía a los partidos mayoriatarios fragmentar sus listas para captar votos residuales mediante la llamada operación avispa.
Esta situación dejó la elevada cifra de 227 listas inscritas para obtener 102 escaños del Senado.
Para la Cámara de Representantes se presentaron cifras similares. Por ejemplo, en Antioquia 68 listas compitieron por 17 curules, 61 listas por 13 escaños en el Valle del Cauca y por 7 escaños se enfrentaron 49 listas en el departamento del Atlántico.

## Parapolítica
Artículo principal: Parapolítica
Sobre estas elecciones se desató una controversia determinante en el desarrollo del escándalo conocido como la Parapolítica, luego de que el jefe paramilitar Salvatore Mancuso afirmara que el 35 por ciento del Congreso elegido en 2002 era "amigo" de su organización. Esta afirmación fue denunciada en julio de 2005 ante la Corte Suprema de Justicia por la dirigente del Polo Democrático Alternativo, Clara López Obregón.

## Senado

#### Votos por lista
De los 100 escaños de circunscripción nacional otorgados para Senado, las quince listas más votadas fueron:
| Número | Partido o movimiento               | Cabeza de lista            | Escaños | Votos obtenidos |
| ------ | ---------------------------------- | -------------------------- | ------- | --------------- |
| 1      | Equipo Colombia                    | Luis Alfredo Ramos         | 2       | 228.499         |
| 2      | Vía Alterna                        | Antonio Navarro Wolff      | 2       | 212.507         |
| 3      | Colombia Siempre                   | Germán Vargas Lleras       | 2       | 210.499         |
| 4      | ANAPO                              | Samuel Moreno Rojas        | 1       | 119.022         |
| 5      | Frente Social y Político           | Carlos Gaviria Díaz        | 1       | 116.067         |
| 6      | Mov. de Renovación Acción Laboral  | Mario Uribe Escobar        | 1       | 111.635         |
| 7      | Partido Liberal Colombiano         | Juan Manuel López Cabrales | 1       | 110.896         |
| 8      | Partido Socialdemócrata Colombiano | Jaime Dussán Calderón      | 1       | 101.660         |
| 9      | Partido Conservador Colombiano     | Omar Yepes Alzate          | 1       | 95.936          |
| 10     | Nueva Fuerza Democrática           | Efraín Cepeda Sarabia      | 1       | 85.713          |
| 11     | Movimiento Unionista               | José Darío Salazar         | 1       | 85.713          |
| 12     | Alianza Social Indígena            | Jesús Piñacué Achicué      | 1       | 83.594          |
| 13     | Coalición                          | Óscar Iván Zuluaga         | 1       | 82.571          |
| 14     | Convergencia Ciudadana             | Luis Alberto Gil           | 1       | 82.053          |
| 15     | MIRA                               | Alexandra Moreno Piraquive | 1       | 81.061          |

#### Votos por partido
Por la sumatoria total de escaños obtenidos por cada partido o movimiento político, las colectividades que obtuvieron más de un escaño en el Senado fueron:
| Número | Partido o movimiento               | Cabeza de lista más votada         | Escaños | Porcentaje |
| ------ | ---------------------------------- | ---------------------------------- | ------- | ---------- |
| 1      | Partido Liberal Colombiano         | Juan Manuel López Cabrales         | 29      | 28.4%      |
| 2      | Partido Conservador Colombiano     | Omar Yepes Alzate                  | 13      | 12.7%      |
| 3      | Movimiento Nacional Conservador    | Roberto Gerlein                    | 6       | 6.0%       |
| 4      | Mov. de Integración Popular        | Vicente Blel Saad                  | 4       | 4.0%       |
| 5      | Equipo Colombia                    | Luis Alfredo Ramos                 | 4       | 4.0%       |
| 6      | Vía Alterna                        | Antonio Navarro Wolff              | 2       | 2.0%       |
| 7      | Colombia Siempre                   | Germán Vargas Lleras               | 2       | 2.0%       |
| 8      | Cambio Radical                     | Claudia Blum                       | 2       | 2.0%       |
| 9      | Movimiento Popular Unido           | Miguel Alfonso de la Espriella     | 2       | 2.0%       |
| 10     | Independientes y otros movimientos | Independientes y otros movimientos | 36      | 23.0%      |

1. ↑  Con un escaño cada uno: ANAPO, Frente Social y Político, Mov. Renovación Acción Laboral, Partido Socialdemócrata Colombiano, Nueva Fuerza Democrática, Movimiento Unionista, Alianza Social Indígena, Convergencia Ciudadana, Movimiento MIRA, Movimiento ALAS, Dejen Jugar al Moreno, Mov. Por la Seguridad Social, Somos Colombia, Mov. Nacional Progresista, Vamos Colombia, Movimiento C4, Voluntad Popular, Fuerza Progresista, Convergencia Popular Cívica, Nuevo Liberalismo, Partido Unidad Democrática, Movimiento Sí Colombia, Frente de Esperanza, MOIR, Mov. Cívico Independiente, Ciudadanos por Boyacá, Progresismo Democrático, Partido Nacional Cristiano, Autoridades Indígenas de Colombia. 6 coaliciones: 1 escaño cada una.

### Senadores electos
El orden de la lista obedece a la votación obtenida por cada senador .
| Senador Electo                                             | Partido o movimiento                    | Votos   |
| ---------------------------------------------------------- | --------------------------------------- | ------- |
| Luis Alfredo Ramos Botero                                  | Movimiento Equipo Colombia              | 228.499 |
| Antonio José Navarro Wolff                                 | Movimiento Vía Alterna                  | 212.507 |
| Germán Vargas Lleras                                       | Movimiento Colombia Siempre             | 210.499 |
| Samuel Gustavo Moreno Rojas                                | Alianza Nacional Popular                | 119.022 |
| Carlos Gaviria Díaz                                        | Frente Social y Político                | 116.067 |
| Mario Uribe Escobar                                        | Movimiento Acción Laboral               | 111.635 |
| Juan Manuel López Cabrales                                 | Partido Liberal Colombiano              | 110.896 |
| Jaime Dussán Calderón                                      | Partido Socialdemócrata                 | 101.660 |
| Omar Yepes Alzate                                          | Partido Conservador Colombiano          | 95.936  |
| Efraín José Cepeda Sarabia                                 | Nueva Fuerza Democrática                | 88.570  |
| José Darío Salazar Cruz                                    | Movimiento Unionista                    | 85.713  |
| Jesús Enrique Piñacué Achicué                              | Alianza Social Independiente            | 83.594  |
| Óscar Iván Zuluaga Escobar                                 | Coalición                               | 82.571  |
| Luis Alberto Gil Castillo                                  | Partido Convergencia Ciudadana          | 82.053  |
| Alexandra Moreno Piraquive                                 | Movimiento MIRA                         | 81.061  |
| Jorge Enrique Gómez Montealegre                            | Movimiento de Salvación Nacional        | 78.080  |
| Álvaro Araújo Castro                                       | Alas Equipo Colombia                    | 77.916  |
| Luis Guillermo Vélez Trujillo                              | Partido Liberal Colombiano              | 76.368  |
| Vicente Blel Saad                                          | Movimiento Colombia Viva                | 75.003  |
| Carlos Armando García Orjuela                              | Partido Liberal Colombiano              | 74.748  |
| Miguel Alfonso de La Espriella Burgos                      | Movimiento de Inclusión y Oportunidades | 74.674  |
| José Antonio Name Terán                                    | Partido Liberal Colombiano              | 72.886  |
| Luis Humberto Gómez Gallo                                  | Partido Conservador Colombiano          | 72.724  |
| Rodrigo Rivera Salazar                                     | Partido Liberal Colombiano              | 72.612  |
| Rubén Darío Quintero Villada                               | Coalición                               | 72.571  |
| Guillermo Gaviria Zapata                                   | Partido Liberal Colombiano              | 72.487  |
| Rafael Pardo Rueda                                         | Partido Liberal Colombiano              | 72.346  |
| Dilian Francisca Toro Torres                               | Partido Liberal Colombiano              | 71.721  |
| Carlos Abraham Moreno de Caro                              | Partido Dejen Jugar Al Moreno           | 71.623  |
| Flor Modesta Gnecco Arregocés                              | Coalición                               | 71.111  |
| Guillermo Chávez Cristancho                                | Coalición                               | 70.753  |
| Alfonso Angarita Baracaldo                                 | Movimiento Por la Seguridad Social      | 70.704  |
| Leonor Serrano de Camargo                                  | Movimiento Somos Colombia               | 70.699  |
| Álvaro Alfonso García Romero                               | Movimiento Progresistas                 | 70.662  |
| Roberto Víctor Gerlein Echeverría                          | Movimiento Nacional                     | 70.071  |
| Víctor Renán Barco López                                   | Partido Liberal Colombiano              | 70.071  |
| Dieb Nicolás Maloof Cusse                                  | Movimiento Colombia Viva                | 67.864  |
| Claudia Blum Capurro de Barberi                            | Partido Cambio Radical                  | 67.782  |
| Carlos Holguín Sardi                                       | Partido Conservador Colombiano          | 67.408  |
| Andrés González Díaz                                       | Partido Liberal Colombiano              | 67.317  |
| Luis Élmer Arenas Parra                                    | Partido Vanguardia Moral                | 66.512  |
| Juan Manuel Corzo Román                                    | Movimiento Nacional                     | 66.512  |
| Javier Enrique Cáceres Leal                                | Movimiento Nacional                     | 66.179  |
| William Jimmy Chamorro Cruz                                | Movimiento Compromiso Cristiano         | 65.294  |
| Isabel Celis Yáñez                                         | Partido Conservador Colombiano          | 63.758  |
| Fuad Ricardo Char Abdala                                   | Voluntad Popular                        | 63.533  |
| Juan Pablo Gómez Martínez                                  | Movimiento Progresistas                 | 62.806  |
| Francisco Javier Murgueitio Restrepo                       | Partido Conservador Colombiano          | 62.067  |
| Habib Merheg Marún                                         | Partido Liberal Colombiano              | 60.330  |
| Ciro Ramírez Pinzón                                        | Partido Conservador Colombiano          | 59.698  |
| Camilo Armando Sánchez Ortega                              | Partido Liberal Colombiano              | 58.995  |
| Juan Carlos Martínez Sinisterra                            | Movimiento de Inclusión y Oportunidades | 58.723  |
| Salomón de Jesús Saade Abdala                              | Partido Liberal Colombiano              | 57.526  |
| Carlos Arturo Clavijo Vargas                               | Partido Convergencia Ciudadana          | 57.474  |
| Eduardo Augusto Benítez Maldonado                          | Partido Liberal Colombiano              | 57.353  |
| William Alfonso Montes Medina                              | Movimiento Nacional                     | 56.968  |
| Mauricio Jaramillo Martínez                                | Partido Liberal Colombiano              | 56.585  |
| María Isabel Mejía Marulanda                               | Partido Liberal Colombiano              | 55.087  |
| Juan Carlos Restrepo Escobar                               | Mov. Nuevo Liberalismo                  | 54.280  |
| Luis Eduardo Vives Lacouture                               | Movimiento Colombia Viva                | 53.759  |
| Piedad del Socorro Zuccardi de García                      | Partido Liberal Colombiano              | 53.283  |
| Juan Fernando Cristo Bustos                                | Partido Liberal Colombiano              | 52.805  |
| Edgar Artunduaga Sánchez                                   | Partido Liberal Colombiano              | 52.788  |
| Carlos Salvador Albornoz Guerrero                          | Partido Conservador Colombiano          | 51.755  |
| Hugo Serrano Gómez                                         | Partido Liberal Colombiano              | 51.641  |
| José Ignacio Mesa Betancur                                 | Partido Liberal Colombiano              | 51.440  |
| Julio Alberto Manzur Abdala                                | Partido Conservador Colombiano          | 51.338  |
| Mario Salomón Nader Muskus                                 | Movimiento Colombia Viva                | 51.244  |
| Hernán Francisco Andrade Serrano                           | Partido Conservador Colombiano          | 50.831  |
| Germán Hernández Aguilera                                  | Partido Liberal Colombiano              | 50.716  |
| Mario Enrique Varón Olarte                                 | Movimiento Nacional                     | 50.540  |
| Jairo Enrique Merlano Fernández                            | Partido Cambio Radical                  | 50.221  |
| Bernardo Hoyos Montoya                                     | Movimiento Ciudadano                    | 49.814  |
| Héctor Helí Rojas Jiménez                                  | Partido Liberal Colombiano              | 49.784  |
| Jesús León Puello Chamie                                   | Partido Conservador Colombiano          | 49.145  |
| Luis Carlos Avellaneda Tarazona                            | Unidad Democrática y Popular            | 48.939  |
| Carlina Rodríguez Rodríguez                                | Partido Conservador Colombiano          | 47.819  |
| Mauricio Pimiento Barrera                                  | Movimiento Sí Colombia                  | 47.027  |
| Jesús Antonio Bernal Amorocho                              | Mov. Frente Esperanza                   | 46.298  |
| Jorge Enrique Robledo Castillo                             | Mov. Obrero Independ.                   | 45.703  |
| Ángela Victoria Cogollos Amaya                             | Mov. Equipo Colombia                    | 45.629  |
| Piedad Esneda Córdoba Ruíz                                 | Partido Liberal Colombiano              | 40.653  |
| Gabriel Ignacio Zapata Correa                              | Mov. Equipo Colombia                    | -       |
| Gerardo Antonio Jumi                                       | Mov. Vía Alterna                        | -       |
| Gustavo Enrique Sosa                                       | Mov. Colombia Siempre                   | -       |
| Efrén Félix Tarapués                                       | Autoridades Indígenas de Colombia       |         |
| Francisco Rojas Birry                                      | Movimiento Huella Ciudadana             |         |
| Fuente: Registraduría Nacional del Estado Civil, El Tiempo |                                         |         |

### Votos por Departamento (Senado)

#### Amazonas
| Candidato                       | Partido o movimiento           | Votos |
| ------------------------------- | ------------------------------ | ----- |
| Isabel Celis Yáñez              | Partido Conservador Colombiano | 2.420 |
| Eduardo Edmundo Albornoz Jurado | Movimiento Equipo Colombia     | 1.095 |
| Luis Carlos Avellaneda Tarazona | Partido Unidad Democrática     | 655   |
| Germán Vargas Lleras            | Movimiento Colombia Siempre    | 206   |
| Antonio José Navarro Wolff      | Fuerza Independiente           | 202   |

#### Antioquia
| Candidato                     | Partido o movimiento          | Votos   |
| ----------------------------- | ----------------------------- | ------- |
| Luis Alfredo Ramos Botero     | Movimiento Equipo Colombia    | 181.324 |
| Mario de Jesús Uribe Escobar  | Movimiento Renovación Laboral | 76.398  |
| Rubén Darío Quintero Villada  | Movimiento Cambio Radical     | 65.850  |
| Guillermo Gaviria Zapata      | Partido Liberal Colombiano    | 53.764  |
| Pedro Antonio Jiménez Salazar | Movimiento Fuerza Progresista | 22.705  |

#### Arauca
| Candidato                     | Partido o movimiento       | Votos |
| ----------------------------- | -------------------------- | ----- |
| Hugo Serrano Gómez            | Partido Liberal Colombiano | 3.780 |
| Juan Alfonso Latorre Uriza    | Partido Liberal Colombiano | 3.093 |
| Camilo Armando Sánchez Ortega | Partido Liberal Colombiano | 1.124 |
| Juan Fernando Cristo Bustos   | Partido Liberal Colombiano | 746   |
| Rafael Pardo Rueda            | Colombia Siempre           | 643   |

#### Atlántico
| Candidato                         | Partido o movimiento           | Votos  |
| --------------------------------- | ------------------------------ | ------ |
| José Antonio Name Terán           | Partido Liberal Colombiano     | 68.057 |
| Fuad Ricardo Char Abdala          | Movimiento Voluntad Popular    | 51.959 |
| Efraín José Cepeda Sarabia        | Movimiento Nueva Fuerza Democ. | 51.869 |
| Roberto Victor Gerlein Echeverría | Movimiento Nacional            | 51.038 |
| Mario Enrique Varon Olarte        | Movimiento Nacional            | 36.908 |

#### Bogotá, D.C.
| Candidato                     | Partido o movimiento            | Votos   |
| ----------------------------- | ------------------------------- | ------- |
| Germán Vargas Lleras          | Movimiento Colombia Siempre     | 100.962 |
| Antonio José Navarro Wolff    | Movimiento Fuerza Independiente | 88.327  |
| Carlos Abraham Moreno de Caro | Dejen jugar al moreno caro      | 52.152  |
| Carlos Gaviria Diaz           | Movimiento Frente Social        | 40.145  |
| Samuel Gustavo Moreno Rojas   | Alianza Nacional Popular        | 40.385  |

#### Bolívar
| Candidato                             | Partido o movimiento           | Votos  |
| ------------------------------------- | ------------------------------ | ------ |
| Vicente Blel Saad                     | Movimiento Integración Popular | 47.752 |
| Piedad del Socorro Zuccardi de García | Partido Liberal Colombiano     | 42.554 |
| Jesus Leon Puello Chamie              | Partido Conservador Colombiano | 33.952 |
| William Alfonso Montes Medina         | Movimiento Nacional            | 33.645 |
| Carlos Adolfo Espinosa Faciolince     | Partido Liberal Colombiano     | 21.132 |

#### Boyacá
| Candidato                     | Partido o movimiento             | Votos  |
| ----------------------------- | -------------------------------- | ------ |
| Ciro Ramirez Pinzon           | Partido Conservador Colombiano   | 35.251 |
| Jose Raul Rueda Maldonado     | Movimiento Ciudadanos por Boyacá | 34.469 |
| Misael Ortegón Ortegón        | Partido Liberal Colombiano       | 27.194 |
| Héctor Helí Rojas Jiménez     | Partido Liberal Colombiano       | 24.601 |
| Jorge Armando Mendieta Poveda | Partido Conservador Colombiano   | 20.688 |

#### Caldas
| Candidato                      | Partido o movimiento            | Votos  |
| ------------------------------ | ------------------------------- | ------ |
| Víctor Renán Barco López       | Partido Liberal Colombiano      | 63.458 |
| Omar Yepes Alzate              | Partido Conservador Colombiano  | 58.057 |
| Óscar Iván Zuluaga Escobar     | Movimiento Convergencia Popular | 50.877 |
| Luis Emilio Sierra Grajales    | Movimiento Salvación Nacional   | 27.624 |
| Jorge Enrique Robledo Castillo | Movimiento Obrero MOIR          | 13.755 |

#### Caquetá
| Candidato                         | Partido o movimiento           | Votos |
| --------------------------------- | ------------------------------ | ----- |
| Felix Maria Narvaez Losada        | Movimiento Político Comunal    | 4.323 |
| Pablo Enrique Diazgranados Lozano | Partido Liberal Colombiano     | 3.424 |
| Luis Alberto Díaz Méndez          | Partido Conservador Colombiano | 2.396 |
| Alexandra Moreno Piraquive        | Movimiento MIRA                | 1.993 |
| Hernan Francisco Andrade Serrano  | Partido Conservador Colombiano | 1.850 |

#### Casanare
| Candidato                  | Partido o movimiento        | Votos  |
| -------------------------- | --------------------------- | ------ |
| Miguel Ángel Pérez Suárez  | Movimiento Cambio Radical   | 33.220 |
| Germán Vargas Lleras       | Movimiento Colombia Siempre | 7.254  |
| Jaime Dussán Calderón      | Partido Socialdemócrata     | 2.142  |
| Víctor Velásquez Reyes     | Movimiento Unión Cristiana  | 1.351  |
| Juan Alfonso Latorre Uriza | Partido Liberal Colombiano  | 1.063  |

#### Cauca
| Candidato                      | Partido o movimiento               | Votos  |
| ------------------------------ | ---------------------------------- | ------ |
| José Darío Salazar Cruz        | Movimiento Unionista               | 33.053 |
| Jorge Aurelio Iragorri Hormaza | Partido Liberal Colombiano         | 25.187 |
| Juan Jose Chaux Mosquera       | Partido Liberal Colombiano         | 23.934 |
| Emith Montilla Echavarria      | Partido Liberal Colombiano         | 20.112 |
| Jesús Enrique Piñacué Achicué  | Movimiento Alianza Social Indígena | 18.227 |

#### Cesar
| Candidato                         | Partido o movimiento           | Votos  |
| --------------------------------- | ------------------------------ | ------ |
| Álvaro Araújo Castro              | Movimiento Alternativa         | 44.828 |
| Mauricio Pimiento Barrera         | Movimiento Sí Colombia         | 34.120 |
| Efraín José Cepeda Sarabia        | Movimiento Nueva Fuerza Democ. | 6.668  |
| Vicente Blel Saad                 | Movimiento Integración Popular | 5.395  |
| Roberto Victor Gerlein Echeverría | Movimiento Nacional            | 4.915  |

#### Chocó
| Candidato                     | Partido o movimiento           | Votos |
| ----------------------------- | ------------------------------ | ----- |
| Piedad Esneda Córdoba Ruíz    | Partido Liberal Colombiano     | 6.263 |
| Omar Yepes Alzate             | Partido Conservador Colombiano | 2.892 |
| Carlos Armando García Orjuela | Partido Liberal Colombiano     | 2.457 |
| Luis Alfredo Ramos Botero     | Movimiento Equipo Colombia     | 2.220 |
| José Darío Salazar Cruz       | Movimiento Unionista           | 2.054 |

#### Consulado
| Candidato                       | Partido o movimiento        | Votos |
| ------------------------------- | --------------------------- | ----- |
| William Jimmy Chamorro Cruz     | Movimiento Cristiano        | 1.951 |
| Germán Vargas Lleras            | Movimiento Colombia Siempre | 1.912 |
| Flor Modesta Gnecco Arregoces   | Partido Liberal Colombiano  | 1.296 |
| Claudia Blum Capurro de Barberi | Movimiento Cambio Radical   | 1.193 |
| Alexandra Moreno Piraquive      | Movimiento MIRA             | 1.105 |

#### Córdoba
| Candidato                              | Partido o movimiento               | Votos   |
| -------------------------------------- | ---------------------------------- | ------- |
| Juan Manuel López Cabrales             | Partido Liberal Colombiano         | 101.359 |
| Miguel Alfonso de La Espriella Burgos  | Movimiento Popular Unido           | 63.951  |
| Julio Alberto Manzur Abdala            | Partido Conservador Colombiano     | 43.850  |
| Mario Salomón Náder Muskus             | Movimiento Integración Popular     | 42.109  |
| Abelardo Gabriel de la Espriella Juris | Movimiento Alternativa Democrática | 19.271  |

#### Cundinamarca
| Candidato                     | Partido o movimiento           | Votos  |
| ----------------------------- | ------------------------------ | ------ |
| Andrés González Díaz          | Partido Liberal Colombiano     | 45.952 |
| Leonor Serrano de Camargo     | Movimiento Somos Colombia      | 43.604 |
| Juan Carlos Restrepo Escobar  | Movimiento Nuevo Liberalismo   | 34.235 |
| Carolina Rodríguez Rodríguez  | Partido Conservador Colombiano | 30.824 |
| Camilo Armando Sánchez Ortega | Partido Liberal Colombiano     | 23.761 |

#### Guainía
| Candidato                     | Partido o movimiento           | Votos |
| ----------------------------- | ------------------------------ | ----- |
| Carolina Rodríguez Rodríguez  | Partido Conservador Colombiano | 296   |
| Agustín Gutiérrez Garavito    | Movimiento Nacional            | 194   |
| Carlos Armando García Orjuela | Partido Liberal Colombiano     | 169   |
| Víctor Velásquez Reyes        | Movimiento Unión Cristiana     | 138   |
| Antonio José Navarro Wolff    | Fuerza Independiente           | 134   |

#### Guaviare
| Candidato                    | Partido o movimiento           | Votos |
| ---------------------------- | ------------------------------ | ----- |
| Juan Pablo Gómez Martínez    | Movimiento Fuerza Progresista  | 2.139 |
| Juan Alfonso Latorre Uriza   | Partido Liberal Colombiano     | 524   |
| Carolina Rodríguez Rodríguez | Partido Conservador Colombiano | 423   |
| Jaime Dussán Calderón        | Partido Socialdemócrata        | 370   |
| Agustín Gutiérrez Garavito   | Movimiento Nacional            | 345   |

#### Huila
| Candidato                        | Partido o movimiento           | Votos  |
| -------------------------------- | ------------------------------ | ------ |
| Jaime Bravo Motta                | Movimiento Equipo Colombia     | 38.162 |
| Hernán Francisco Andrade Serrano | Partido Conservador Colombiano | 28.638 |
| Jorge Eduardo Gechem Turbay      | Partido Liberal Colombiano     | 27.682 |
| Luis Alberto Díaz Méndez         | Partido Conservador Colombiano | 19.500 |
| Jaime Dussán Calderón            | Partido Socialdemócrata        | 10.161 |

#### La Guajira
| Candidato                         | Partido o movimiento             | Votos  |
| --------------------------------- | -------------------------------- | ------ |
| Flor Modesta Gnecco Arregoces     | Partido Liberal Colombiano       | 18.296 |
| Miguel Pinedo Vidal               | Movimiento Renov. Action Laboral | 11.306 |
| William Alfonso Montes Medina     | Movimiento Nacional              | 9.054  |
| Jose Rafael Diaz Ojeda            | Partido Liberal Colombiano       | 5.929  |
| Roberto Victor Gerlein Echeverría | Movimiento Nacional              | 5.451  |

#### Magdalena
| Candidato                     | Partido o movimiento             | Votos  |
| ----------------------------- | -------------------------------- | ------ |
| Salomon de Jesus Said Abdala  | Partido Liberal Colombiano       | 49.728 |
| Luis Eduardo Vives Lacouture  | Movimiento Integración Popular   | 47.794 |
| Dieb Nicolas Maloof Cuse      | Movimiento Integración Popular   | 40.134 |
| Flor Modesta Gnecco Arregoces | Partido Liberal Colombiano       | 36.264 |
| Miguel Pinedo Vidal           | Movimiento Renov. Action Laboral | 14.723 |

### Cámara de Representantes
En la Cámara de Representantes se eligieron parlamentarios en proporción de dos por cada departamento, más uno por cada 1% de la población, dos por comunidades afrodescendientes, uno por comunidades indígenas y uno por comunidades colombianas en el exterior, para un total de 166 escaños. No se incluye al candidato más votado de cada partido, por tratarse de una elección realizada mediante circunscripción departamental.
Por la sumatoria total de escaños obtenidos por cada partido o movimiento político, las colectividades que obtuvieron más de un escaño fueron:
| Número | Partido o movimiento                | Escaños | Porcentaje |
| ------ | ----------------------------------- | ------- | ---------- |
| 1      | Partido Liberal Colombiano          | 54      | 32.5%      |
| 2      | Partido Conservador Colombiano      | 21      | 12.7%      |
| 3      | Cambio Radical                      | 7       | 4.2%       |
| 4      | Apertura Liberal                    | 5       | 3.0%       |
| 5      | Convergencia Popular Cívica         | 4       | 2.4%       |
| 6      | Equipo Colombia                     | 4       | 2.4%       |
| 7      | Colombia Siempre                    | 3       | 1.8%       |
| 8      | Mov. de Integración Regional        | 3       | 1.8%       |
| 9      | Convergencia Ciudadana              | 2       | 1.2%       |
| 10     | Fuerza Progresista                  | 2       | 1.2%       |
| 11     | Frente Social y Político            | 2       | 1.2%       |
| 13     | Movimiento Popular Unido            | 2       | 1.2%       |
| 14     | Movimiento Voluntad Popular         | 2       | 1.2%       |
| 15     | Movimiento Progresismo Democrático  | 2       | 1.2%       |
| 16     | Movimiento de Participación Popular | 2       | 1.2%       |
| 17     | Movimiento de Salvación Nacional    | 2       | 1.2%       |
| 18     | Mov. de Renovación Acción Laboral   | 2       | 1.2%       |
| 19     | Mov. Comunal y Comunitario          | 2       | 1.2%       |
| 20     | Nuevo Liberalismo                   | 2       | 1.2%       |
| 21     | Independientes y otros movimientos  | 43      | 19.9%      |

1. ↑  Con un escaño cada uno: Mov. Nacional Progresista, Nueva Fuerza Democrática, Mov. Republicano, Mov. Cívico Independiente, Mov. Cívico Seriedad por Colombia, Movimiento Nacional, Partido Nacional Cristiano, Partido Popular Colombiano, Reconstrucción Democrática Nacional, Vía Alterna, Unidad Democrática, Fuerza Progresista, Mov. Unionista, Mov. Participación Comunitaria, Autoridades Indígenas de Colombia, Vamos Colombia, Únete Colombia. Listas independientes: 9 escaños cada una. 17 coaliciones:  con un escaño cada una.

### Representantes a la cámara electos
| Representante Electo                   | Circunscripción    | Partido o movimiento                 | Votos  |
| -------------------------------------- | ------------------ | ------------------------------------ | ------ |
| Octavio Benjumea Acosta                | Amazonas           | Partido Liberal Colombiano           | 4.333  |
| Herminsul Sinisterra Santana           | Amazonas           | Partido Unidad Democrática           | 1.772  |
| Omar Flórez Vélez                      | Antioquia          | Partido Cambio Radical               | 70.707 |
| William Vélez Mesa                     | Antioquia          | Movimiento Renovación Laboral        | 67.365 |
| Luis Fernando Duque García             | Antioquia          | Partido Liberal Colombiano           | 52.930 |
| Óscar Darío Pérez Pineda               | Antioquia          | Movimiento Equipo Colombia           | 42.502 |
| Óscar Alberto Arboleda Palacio         | Antioquia          | Movimiento Equipo Colombia           | 38.609 |
| Carlos Arturo Piedrahíta Cárdenas      | Antioquia          | Partido Liberal Colombiano           | 37.863 |
| Antonio Valencia Duque                 | Antioquia          | Movimiento Equipo Colombia           | 34.545 |
| Carlos Alberto Zuluaga Díaz            | Antioquia          | Movimiento Progresismo Democrático   | 33.879 |
| Ernesto de Jesús Mesa Arango           | Antioquia          | Partido Liberal Colombiano           | 31.376 |
| William de Jesús Ortega Rojas          | Antioquia          | Partido Cambio Radical               | 31.335 |
| Óscar de Jesús Suárez Mira             | Antioquia          | Movimiento Progresistas              | 31.191 |
| José Héctor Arango Ángel               | Antioquia          | Partido Liberal Colombiano           | 29.518 |
| Manuel Darío Ávila Peralta             | Antioquia          | Partido Cambio Radical               | 25.976 |
| Ramón Elejalde Arbeláez                | Antioquia          | Partido Liberal Colombiano           | 24.688 |
| Rocío Arias Hoyos                      | Antioquia          | Movimiento Convergencia Ciudadana    | 23.877 |
| Carlos Ignacio Cuervo Valencia         | Antioquia          | Coalición                            | 23.298 |
| Adalberto Enrique Jaimes Ochoa         | Arauca             | Partido Liberal Colombiano           | 7.232  |
| Manuel José Caroprese Méndez           | Arauca             | Partido Liberal Colombiano           | 6.727  |
| Álvaro Antonio Ashton Giraldo          | Atlántico          | Partido Liberal Colombiano           | 73.342 |
| Jorge Alberto Gerlein Echevarría       | Atlántico          | Partido Conservador Colombiano       | 60.283 |
| Alonso Rafael Acosta Osio              | Atlántico          | Movimiento de Participación Popular  | 55.859 |
| Jaime Cervantes Varelo                 | Atlántico          | Partido Liberal Colombiano           | 50.000 |
| Eduardo Alfonso Crissien Borrero       | Atlántico          | Movimiento Voluntad Popular          | 42.692 |
| Jaime Alejandro Amín Hernández         | Atlántico          | Movimiento Seriedad Colombia         | 40.852 |
| David Char Navas                       | Atlántico          | Partido Liberal                      | 38.768 |
| Gustavo Francisco Petro Urrego         | Bogotá             | Movimiento Vía Alterna               | 78.895 |
| Gina María Parody d'Echeona            | Bogotá             | Partido Cambio Radical               | 74.891 |
| Fernando Tamayo Tamayo                 | Bogotá             | Movimiento Nacional                  | 47.213 |
| Germán Navas Talero                    | Bogotá             | Movimiento Rec. Democrática          | 40.936 |
| José Gonzalo Gutiérrez Triviño         | Bogotá             | Movimiento de Participación Popular  | 36.907 |
| Germán Varón Cotrino                   | Bogotá             | Movimiento Colombia Siempre          | 33.098 |
| Roberto Camacho Weverberg              | Bogotá             | Movimiento de Salvación Nacional     | 32.421 |
| Wilson Borja Díaz                      | Bogotá             | Movimiento Frente Social y Político  | 32.028 |
| Armando Alberto Benedetti Villaneda    | Bogotá             | Partido Liberal                      | 31.855 |
| Luis Enrique Salas Moisés              | Bogotá             | Partido Nacional Cristiano           | 29.786 |
| Plinio Edilberto Olano Becerra         | Bogotá             | Partido Liberal                      | 26.272 |
| Telésforo Pedraza Ortega               | Bogotá             | Nueva Fuerza Democrática             | 25.978 |
| Francisco Alfonso Pareja González      | Bogotá             | Partido Liberal                      | 25.187 |
| Venus Albeiro Silva Gómez              | Bogotá             | Movimiento Participación Comunitaria | 24.342 |
| José Ovidio Claros Polanco             | Bogotá             | Movimiento Progresistas              | 22.051 |
| Araminta Moreno Gutiérrez              | Bogotá             | Partido Popular Colombiano           | 19.871 |
| Sandra Rocío Ceballos Arévalo          | Bogotá             | Movimiento Convergencia Popular      | 19.147 |
| Rafael Francisco Amador Campos         | Bogotá             | Partido Liberal                      | 18.805 |
| Luis Eduardo Vargas Moreno             | Bolívar            | Partido Liberal                      | 55.560 |
| Germán Néstor Viana Guerrero           | Bolívar            | Movimiento Voluntad Popular          | 48.500 |
| José María Imbett Bermúdez             | Bolívar            | Partido Conservador                  | 48.340 |
| Alfonso López Cossio                   | Bolívar            | Partido Liberal                      | 40.544 |
| Manuel de Jesús Berrío Torres          | Bolívar            | Movimiento Apertura Liberal          | 32.355 |
| Elías Raad Hernández                   | Bolívar            | Partido Conservador                  | 29.910 |
| Camilo Hernando Torres Barrera         | Boyacá             | Partido Conservador                  | 37.969 |
| Zamir Eduardo Silva Amin               | Boyacá             | Partido Liberal                      | 32.351 |
| Marco Tulio Leguizamón Roa             | Boyacá             | Partido Conservador                  | 30.808 |
| Jorge Hernando Pedraza Gutiérrez       | Boyacá             | Partido Conservador                  | 28.384 |
| Luis Guillermo Jiménez Tamayo          | Boyacá             | Partido Liberal                      | 26.970 |
| Miguel Antonio Roa Vanegas             | Boyacá             | Partido Liberal                      | 26.701 |
| Adriana Gutiérrez Jaramillo            | Caldas             | Coalición                            | 75.349 |
| José Óscar González Grisales           | Caldas             | Partido Liberal                      | 36.700 |
| Tony Jozame Amar                       | Caldas             | Coalición                            | 36.025 |
| Juan Martín Hoyos Villegas             | Caldas             | Movimiento Republicano               | 35.433 |
| Luis Antonio Serrano Morales           | Caquetá            | Coalición                            | 14.688 |
| Luis Fernando Almario Rojas            | Caquetá            | Coalición                            | 11.397 |
| Óscar Leónidas Wilchez Carreño         | Casanare           | Coalición                            | 18.031 |
| Javier Enrique Vargas Barragán         | Casanare           | Partido Cambio Radical               | 17.158 |
| César Laureano Negret Mosquera         | Cauca              | Partido Liberal                      | 37.708 |
| José Gerardo Piamba Castro             | Cauca              | Movimiento Unionista                 | 27.884 |
| Luis Fernando Velasco Chaves           | Cauca              | Partido Liberal                      | 24.452 |
| Jesús Ignacio García Valencia          | Cauca              | Partido Liberal                      | 22.593 |
| Miguel Ángel Duran Gelvis              | Cesar              | Partido Liberal                      | 29.648 |
| Jorge Enrique Ramírez Vásquez          | Cesar              | Partido Liberal                      | 28.716 |
| Alfredo Ape Cuello Baute               | Cesar              | Partido Conservador                  | 24.531 |
| Luis Alberto Monsalvo Gnecco           | Cesar              | Partido Liberal                      | 19.760 |
| Darío Córdoba Rincón                   | Chocó              | Partido Liberal Colombiano           | 18.977 |
| Edgar Eulises Torres Murillo           | Chocó              | Partido Liberal Colombiano           | 17.893 |
| Eleonora Pineda Arcia                  | Córdoba            | Movimiento Popular Unido             | 82.082 |
| Zulema del Carmen Jattin Corrales      | Córdoba            | Partido Liberal Colombiano           | 61.522 |
| Freddy Ignacio Sánchez Arteaga         | Córdoba            | Partido Liberal                      | 56.573 |
| Musa Abraham Besayle Fayad             | Córdoba            | Partido Liberal                      | 52.552 |
| Reginaldo Enrique Montes Álvarez       | Córdoba            | Movimiento MIPOL                     | 48.302 |
| Buenaventura León León                 | Cundinamarca       | Movimiento Unionista                 | 47.686 |
| Betty Esperanza Moreno Ramírez         | Cundinamarca       | Movimiento Nuevo Liberalismo         | 46.138 |
| Milton Arlex Rodríguez Sarmiento       | Cundinamarca       | Partido Conservador Colombiano       | 46.021 |
| Nancy Patricia Gutiérrez Castañeda     | Cundinamarca       | Movimiento Colombia siempre          | 39.322 |
| José Ignacio Bermúdez Sánchez          | Cundinamarca       | Coalición                            | 31.872 |
| Clara Isabel Pinillos Abozaglo         | Cundinamarca       | Partido Liberal                      | 25.503 |
| Sandra Arabella Velásquez Salcedo      | Guainía            | Partido Liberal                      | 1.718  |
| Pedro Nelson Pardo Rodríguez           | Guainía            | Movimiento Comunal y Comunitario     | 1.290  |
| José Albeiro Mejia Gutiérrez           | Guaviare           | Partido Conservador Colombiano       | 4.339  |
| Pedro José Arenas García               | Guaviare           | Movimiento Comunal y Comunitario     | 2.370  |
| Gloria Polanco de Lozada               | Huila              | Partido Conservador Colombiano       | 29.278 |
| Carlos Julio González Villa            | Huila              | Partido Liberal Colombiano           | 24.383 |
| Luis Enrique Dussán López              | Huila              | Movimiento Colombia siempre          | 21.226 |
| Luis Jairo Ibarra Obando               | Huila              | Partido Conservador Colombiano       | 20.151 |
| Jaime Darío Espeleta                   | La Guajira         | Partido Liberal Colombiano           | 49.800 |
| Eloy Francisco Hernández Díaz          | La Guajira         | Coalición                            | 35.082 |
| Jorge Luis Caballero Caballero         | Magdalena          | Partido Liberal Colombiano           | 65.170 |
| Alfonso Antonio Campo Escobar          | Magdalena          | Coalición                            | 52.387 |
| José del Rosario Gamarra Sierra        | Magdalena          | Partido Cambio Radical               | 49.899 |
| Joaquín José Vives Pérez               | Magdalena          | Partido Liberal Colombiano           | 31.387 |
| Sergio Díaz-Granados Guida             | Magdalena          | Partido Liberal Colombiano           | 27.922 |
| Germán Velásquez Suárez                | Meta               | Partido Liberal Colombiano           | 35.241 |
| Jorge Carmelo Pérez Alvarado           | Meta               | Partido Liberal Colombiano           | 27.583 |
| Omar Armando Baquero Soler             | Meta               | Partido Conservador Colombiano       | 27.109 |
| Myriam Alicia Paredes Aguirre          | Nariño             | Partido Conservador Colombiano       | 54.489 |
| Manuel Mesías Enríquez Rosero          | Nariño             | Movimiento Convergencia Popular      | 49.006 |
| Carlos Eduardo Enríquez Maya           | Nariño             | Partido Conservador Colombiano       | 42.892 |
| Berner León Zambrano Eraso             | Nariño             | Movimiento de Integración Regional   | 37.442 |
| Javier Tato Álvarez Montenegro         | Nariño             | Partido Liberal Colombiano           | 37.319 |
| José Luis Flórez Rivera                | Norte de Santander | Partido Liberal                      | 47.630 |
| Carlos Augusto Celis Gutiérrez         | Norte de Santander | Movimiento Colombia Viva             | 38.712 |
| Jorge Alberto García-Herreros Cabrera  | Norte de Santander | Coalición                            | 34.470 |
| Armando Amaya Álvarez                  | Norte de Santander | Coalición                            | 31.505 |
| Albino García Fernández                | Norte de Santander | Movimiento Colombia Únete            | 28.632 |
| Guillermo Abel Rivera Flórez           | Putumayo           | Partido Liberal                      | 16.014 |
| Luis Edmundo Maya Ponce                | Putumayo           | Partido Liberal                      | 14.321 |
| Luz Piedad Valencia Franco             | Quindío            | Partido Liberal                      | 48.817 |
| Cesar Augusto Mejia Urrea              | Quindío            | Movimiento Equipo Colombia           | 26.996 |
| Ricardo Arias Mora                     | Quindío            | Coalición                            | 24.053 |
| Carlos Enrique Soto Jaramillo          | Risaralda          | Partido Liberal                      | 32.523 |
| Germán Antonio Aguirre Muñoz           | Risaralda          | Partido Liberal                      | 28.277 |
| John Jairo Velásquez Cárdenas          | Risaralda          | Partido Liberal                      | 24.598 |
| Juan Hurtado Cano                      | Risaralda          | Partido Conservador                  | 21.091 |
| --                                     | San Andrés         | --                                   | --     |
| --                                     | San Andrés         | --                                   | --     |
| Miguel de Jesús Arenas Prada           | Santander          | Partido Liberal                      | --     |
| Bernabé Celis Carrillo                 | Santander          | Movimiento Nuevo Liberalismo         | --     |
| Alirio Villamizar Afanador             | Santander          | Coalición                            | --     |
| Iván Díaz Mateus                       | Santander          | Partido Conservador                  | --     |
| José Manuel Herrera Cely               | Santander          | Movimiento Convergencia Ciudadana    | --     |
| Jaime Enrique Durán Barrera            | Santander          | Movimiento Convergencia Ciudadana    | --     |
| Juan de Dios Alfonso García            | Santander          | Partido Liberal                      | --     |
| Jorge Luis Feris Chadid                | Sucre              | Partido Liberal                      | --     |
| Marta del Carmen Vergara de Perez      | Sucre              | Movimiento Convergencia Popular      | --     |
| Muriel de Jesús Benitorebollo Balseiro | Sucre              | Partido Conservador                  | --     |
| Pompilio de Jesús Avendaño Lopera      | Tolima             | Movimiento Progresismo Democrático   | 29.632 |
| Rosmery Martínez Rosales               | Tolima             | Partido Cambio Radical               | 25.461 |
| Jorge Eduardo Casabianca Prada         | Tolima             | Partido Liberal                      | 21.047 |
| Javier Ramiro Devia Arias              | Tolima             | Partido Conservador                  | 20.657 |
| Hugo Ernesto Zárrate Osorio            | Tolima             | Partido Social Democrático           | 18.926 |
| Guillermo Antonio Santos Marín         | Tolima             | Partido Liberal                      | 18.669 |
| Jaime Ernesto Canal Alban              | Valle del Cauca    | Movimiento de Salvación Nacional     | 82.057 |
| Jorge Ubeimar Delgado Blandón          | Valle del Cauca    | Partido Conservador                  | 40.377 |
| Alexander López Maya                   | Valle del Cauca    | Movimiento Frente Social y Político  | 37.911 |
| Maria Nancy Montoya Quintero           | Valle del Cauca    | Partido Vanguardia Moral y Social    | 36.595 |
| Jorge Homero Giraldo                   | Valle del Cauca    | Partido Liberal                      | 36.537 |
| Tania Álvarez Hoyos                    | Valle del Cauca    | Partido Conservador                  | 36.077 |
| Luis Eduardo Sanguino Soto             | Valle del Cauca    | Coalición                            | 31.163 |
| Santiago Castro-Gómez                  | Valle del Cauca    | Partido Conservador                  | 29.948 |
| Jose Luis Arcila Córdoba               | Valle del Cauca    | Coalición                            | 27.684 |
| Marino Paz Ospina                      | Valle del Cauca    | Partido Conservador                  | 25.953 |
| Griselda Janeth Restrepo Gallego       | Valle del Cauca    | Movimiento Huella Ciudadana          | 24.354 |
| Eiber Gustavo Navarro Piedrahíta       | Valle del Cauca    | Movimiento Popular Unido             | 23.928 |
| Arcángel Clavijo Valencia              | Valle del Cauca    | Movimiento Huella Ciudadana          | 23.884 |
| Jaime Antonio González Maragua         | Vichada            | Partido Liberal                      | --     |
| Jorge Julian Silva Meche               | Vichada            | Movimiento Apertura Liberal          | --     |
| --                                     | Consulados         | --                                   | --     |
| --                                     | Consulados         | --                                   | --     |
| --                                     | Afrodescendientes  | --                                   | --     |
| --                                     | Afrodescendientes  | --                                   | --     |